# 榊原秀樹
榊原 秀樹（さかきばら ひでき、1968年8月18日 - ）は、日本のギタリスト、作曲家。東京都出身。血液型B型。

## 来歴
1988年、19歳でDe-LAXにギタリストとして加入。フォーライフから解散までにアルバム5枚をリリース。ライブ中心の活動を行う。
1989年、日本武道館、翌年2度目の武道館、渋谷公会堂、日比谷野外音楽堂などホール中心のライブ活動を展開。
1993年、De-LAX解散（後に再結成）。
1994年、GEENAを結成。1997年、GEENA活動停止。
2000年、カリキュラマシーンを結成。
2010年、De-LAXを脱退。
De-LAXを本格的に始動させるのと同時に、山下久美子バンドでのサポート・ギタリストとしても活動。
2019年、宙也らと極東ファロスキッカーを結成。